# Ущелье красных бабочек
Ущелье красных бабочек (греч. Φαράγγι με τις κόκκινες πεταλούδες) или Ущелье Орино (греч. Φαράγγι Ορεινό) — ущелье в Греции. Одно из самых красивых ущелий Крита.
В жаркие летние дни в ущелье Орино слетается большое количество красных бабочек, ищущих прохладу и влагу в этом необычайном месте.
В 1993 году при огромном пожаре ущелье потерпело катастрофу. Несмотря на это природой и местными властями восстановлена его первоначальная красота. До пожара в ущелье обитало бесчисленное количество красных бабочек, которые обитают там до сих пор, но в меньшем количестве. А также особенностью ущелья являются небольшие горные речки и водопады, которые радуют глаз на протяжении всего пути. По близости к Орино находится водопад Перестерионас. Он очень живописен, а проход к нему занимает около 5 минут. Также в ущелье есть церковь Вознесения Господня XI века. Около нее расположил свой лагерь византийский полководец Никифор Фока во время своего похода на Крит (в результате похода Крит снова стал византийским). Ущелье условно делится на три части. В первой части преобладает растительность. Во второй части существуют горные обработанные участки. Приближаясь к третьей условной части ущелья, открывается вид на возвышающиеся горы потрясающей красоты.
Ущелье Красных бабочек берёт своё начало с деревни Орино и тянется до деревни Кутсурас. Весь путь похода занимает 4 часа летом, зимой же время похода увеличивается из-за притока вод в родниках и водопадах. Для облегчения похода имеются вспомогательные указатели.